# سارة باترسون
سارة باترسون (بالإنجليزية: Sarah Patterson)‏ هي مديرة فنية أمريكية، ولدت في 14 يونيو 1952 في بينغامتون في الولايات المتحدة.